# A.A.M. Stols
Alexandre Alphonse Marius (Sander) Stols (Maastricht, 28 januari 1900 – Tarragona, 13 april 1973) was een Nederlandse uitgever en typograaf. Hij wordt gezien als een van de belangrijkste Nederlandse boekverzorgers uit het interbellum en gaf vooral dichtkunst uit in het Nederlands en Frans. Vanaf 1951 werkte hij voor UNESCO in Latijns-Amerika waar hij bijdroeg aan de verdere ontwikkeling van de drukkunst.

## Biografie

### Familie
Stols werd geboren in Maastricht als zoon van Ludovicus Hubertus Alexander Stols (1870-1942), boekdrukker en uitgever, en Alida Alphonsine Fermin (1874-1960). De families Stols en Fermin zijn beide opgenomen in het Nederland´s Patriciaat. Stols trouwde in 1928 met Margaretha Wilhelmina Kroesen (1908-2002), dochter van luitenant-generaal Frans Jan Kroesen (1870-1952), commandant van het Koninklijk Nederlandsch-Indisch Leger. Stols en Kroesen kregen drie kinderen.

### Jeugd en opleiding
Stols groeide op tussen boeken. Zijn vader was mede-oprichter en -eigenaar van de Maastrichtse drukkerij/uitgeverij Boosten & Stols. In 1917 behaalde Stols het examen van de Hogereburgerschool waarna hij twee jaar Latijn en Grieks studeerde om toegelaten te kunnen worden tot de universiteit. Stols ging aanvankelijk rechtsgeleerdheid studeren in Amsterdam en Leiden. Hij brak die studie af na in 1923 het kandidaatsexamen behaald te hebben.
Tijdens zijn vakanties in Maastricht werkte Stols in de uitgeverij van zijn vader. Hij overreedde zijn vader om nieuwe lettertypes aan te schaffen en kreeg zeggenschap over de letterkundige uitgaven van Boosten&Stols. In 1918 begon de firma onder verantwoordelijkheid van de 18-jarige Stols met literaire uitgaven. De eerste publicatie was Zeven Boomen van Mathias Kemp. In de jaren 20 was Stols lid van de Bende van De Suisse, een groep cultuurliefhebbers die vele avonden doorbracht in het Café Suisse aan het Vrijthof te Maastricht.

### Beginjaren als uitgever: 1922-1926
Tijdens de kerstvakantie van 1921 zette Stols samen met zijn broer A.A.J. "Fons" Stols (1901-1985) het boekje Aenleidinge ter Nederduitsche dichtkunste van Joost van den Vondel. Begin 1922 brachten ze dit boekje uit in eigen beheer. Het zou de eerste titel worden van de reeks die in 1923 de naam Trajectum ad Mosam kreeg. Tussen 1922 en 1930 werden in totaal 30 titels uitgebracht in deze reeks met werk van onder anderen William Shakespeare, Marie Cremers, Arthur van Schendel, Louize Labé, Joachim du Bellay, P.C. Hooft, Jan van Nijlen, Adriaan Roland Holst, Stendhal, Lodewijk van Deijsel en Jan Greshoff.
In 1924 begon Stols met een serie kleine boekjes met korte, ongepubliceerde teksten: To the happy few. Deze boekjes kwamen niet in de handel, maar werden gedistribueerd als relatiegeschenk. Tussen 1924 en 1928 verschenen er in totaal 15 titels in deze reeks.

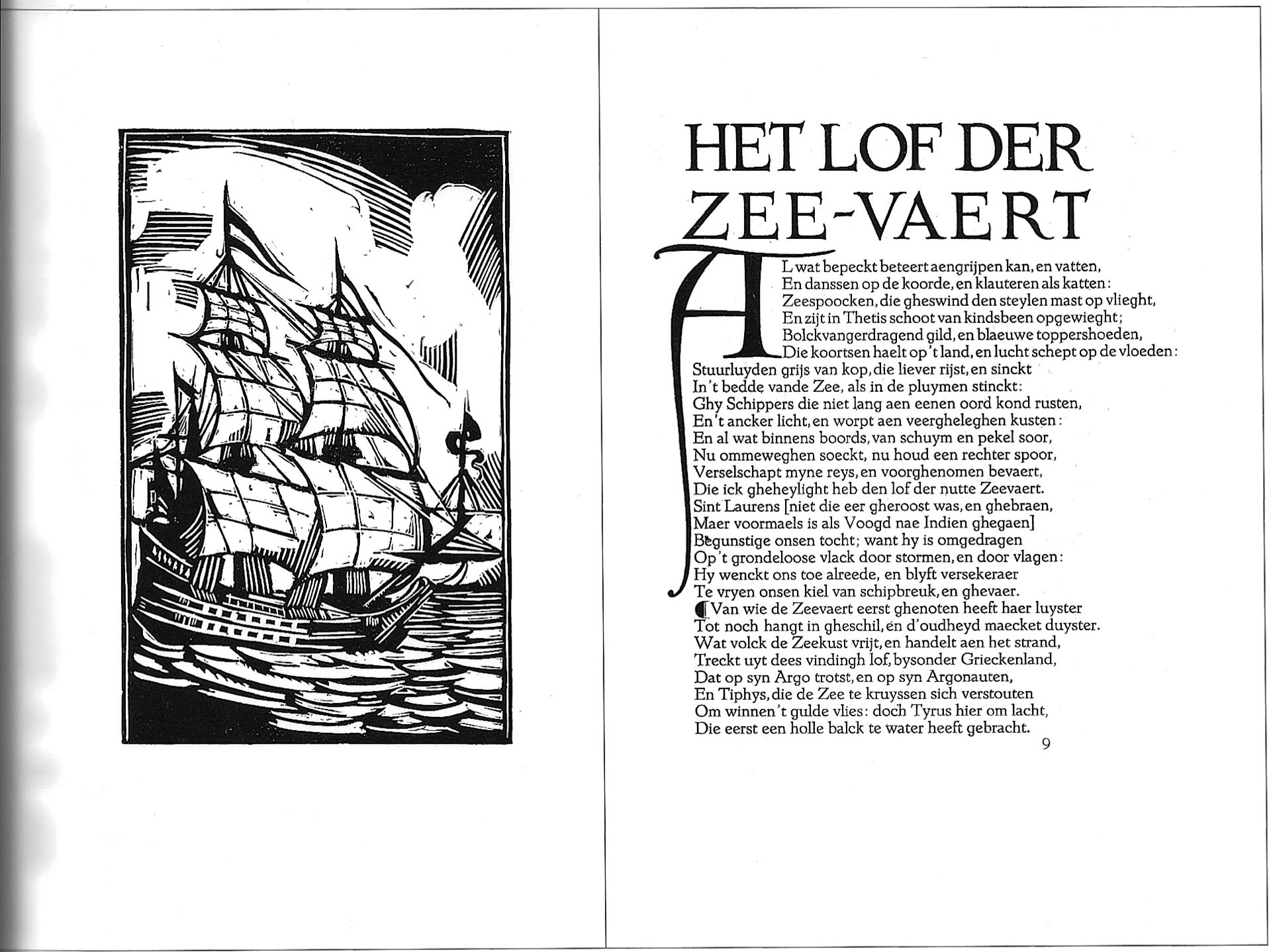
De titelpagina van Het lof der zee-vaert, Trajectum ad Mosam nr. 5

De Wereldtentoonstelling van 1925 in Parijs bracht Stols internationale erkenning. Nederland was sterk vertegenwoordigd, onder andere met een inzending boekdrukkunst. Van Stols werd onder andere de titel Het lof der Zee-Vaert van Vondel vertoond, uitgegeven in Trajectum ad Mosam (nr. 5) met een houtgravure van Henri Jonas. Stols was een van de vijf Nederlandse winnaars in de categorie grafische kunsten. Het was het begin van de Franse carrière van Stols.
In 1926 gaf Stols een tiental Franstalige werken uit in een reeks met als titel Les Livrets du bibliophile. De boeken werden gedrukt bij Boosten & Stols met een oplage van 350+ exemplaren. De uitgaven werden gedrukt met de Caslon letter en de initiaal A.A.J. Stols van Fons, de broer van Stols.
| Nummer | Auteur             | Titel                              |
| ------ | ------------------ | ---------------------------------- |
| 1.     | Charles Nodier     | Le bibliomane. Conte fantastique   |
| 2.     | Paul Claudel       | La philosophie du livre            |
| 3.     | Anatole France     | Le livre du bibliophile            |
| 4.     | Claude Aveline     | Les désirs                         |
| 5.     | Stéphane Mallarmé  | Quant au livre                     |
| 6.     | Paul Valéry        | Notes sur le livre et le manuscrit |
| 7.     | Gustave Flaubert   | Bibliomanie                        |
| 8.     | Valery Larbaud     | Ce vice impuni                     |
| 9.     | Charles Asselineau | L’Enfer du bibliophile             |
| 10.    | Georges Duhamel    | Lettres sur les bibliophiles       |

### Uitgever in Brussel: 1927-1932
Stols vestigde zich in 1927 in Brussel, dat centraal gelegen was tussen Parijs, Maastricht en het westen van Nederland. Bovendien had zijn belangrijkste adviseur, Jan Greshoff, er zich gevestigd. De uitgeverij bood een dusdanige economische zekerheid dat Stols in augustus 1928 in het huwelijk trad.
In 1927 begon Stols met de reeks Halcyon, dat hij zag als zijn belangrijkste werk. Het streven was dat de vormgeving recht zou doen aan de inhoud van de waardevolle werken. Het waren relatief dure uitgaven in beperkte oplage voor bibliofielen. Tussen 1927 en 1958 verschenen een kleine 50 titels in zes verschillende talen.
In 1928 begon Stols de reeks Luchtkasteelen, een serie relatiegeschenken met werken van onder andere E. du Perron en Slauerhoff. In totaal werden tien titels uitgebracht. De reeks stopte in 1932.

### Crisisjaren 1932-1940
De crisis van de jaren 1930 bezorgde Stols grote problemen. De vraag naar het luxe boek stortte in en de uitgeverij in Brussel was niet te handhaven. In 1932 vestigde het gezin zich in Maastricht.

Met het tijdschrift Helikon sloeg Stols een andere weg in. Hij wilde eigentijdse dichtkunst voor een breder publiek toegankelijk maken. Het tijdschrift moest laag geprijsd maar typografisch goed verzorgd zijn. Het tijdschrift werd uitgegeven van 1931 tot 1939. In de latere jaren had Stols de redactie overgedragen aan Jo Landheer.

Vanaf 1940 gebruikte Stols de naam Helikon voor een serie dichtbundels. 
Stols trachtte in zijn onderhoud te voorzien met het uitgeven van goedkopere, gewone in de zin van niet-bibliofiele uitgaven, in de Kaleidoscoop-reeks en de Detective-club. Het was geen succes.
In 1937 werd Stols opgeroepen als reserve-officier van het 13e regiment infanterie. Hij werd geplaatst op het Ministerie van Oorlog in Den Haag en verhuisde in 1939 naar Rijswijk.

### De Tweede Wereldoorlog
Kort voor het uitbreken van de Tweede Wereldoorlog lanceerde Stols het eerste nummer van het typografisch tijdschrift Halcyon, gericht op drukkers, uitgevers en bibliofielen. Het vergrootte zijn bekendheid onder typografen maar het bracht hem ook in aanraking met de Duitse overheid die niet gediend was van Engels- en Franstalige teksten.
Op 11 mei 1940 werd het gebouw van de drukkerij van Boosten & Stols in Maastricht gebombardeerd. Stols nam een aanstelling bij N.V. Drukkerij Trio, als deel van de directie. Stols bedong dat hij zijn eigen uitgeversbedrijf mocht behouden. Trio stelde als voorwaarde dat er iemand naast hem werd aangesteld, die de werkzaamheden van Stols zou kunnen opvangen tijdens zijn afwezigheid. Dat werd Huib van Krimpen.
Kort na het begin van de oorlog nam de vraag naar boeken toe. In 1941 startte Stols met de Orpheus-serie. In totaal verschenen 15 titels van gedichten met illustraties.
In 1941 begon Stols met de serie Atlantis. Het was moelijk om papier te krijgen, en aangezien Stols geen lid wilde worden van de Kulturkammer werd zijn werk gezien als clandestien.
Begin 1944 verscheen het laatste nummer van het tijdschrift Halcyon. Op 14 juni 1944 werd Stols gearresteerd op verdenking van anti-Duitse activiteiten. Hij bracht twee maanden door in de gevangenissen van Scheveningen, Haaren en Vught. Hij moest zijn functie bij drukkerij Trio neerleggen.

### De jaren 1945-1951
In 1946/47 gaf Stols de 18e jaargang van De Vrije Bladen uit. Hij had in 1941 de rechten en de voorraad  gekocht van H.P. Leopold en daarmee gedurende de oorlogsjaren goed verdiend. De 18e jaargang, samengesteld onder leiding van Garmt Stuiveling, ging moeizaam en was geen commercieel succes. Stols verkocht de rechten in september 1947 aan Uitgeverij Van Oorschot.
Op 27 februari 1947 werd het vijfentwintig jarig bestaan van Stols's uitgeverij gevierd met een receptie in Pulchri Studio. Stols maakte voor die gelegenheid als geschenk voor de genodigden een herdruk van zijn eerste publicatie, Aenleidinge ter Nederduitsche dichtkunste van Joost van den Vondel. 
In 1947 werd Stols de D.A. Thieme-prijs toegekend. Hij ondernam pogingen om naar het buitenland te gaan, met name naar Nederlands-Indië en Zuid-Afrika. Het zou tot 1951 duren voordat deze pogingen succes hadden.

### Adviseur in Latijns-Amerika: 1951-1965
In 1951 vertrok Stols naar Latijns-Amerika. Tot 1962 was hij daar in dienst van UNESCO werkzaam in achtereenvolgens Ecuador, Guatemala en Mexico.

#### Ecuador
UNESCO zond Stols uit om de herstructurering van de afdeling typografie van de Escuela Politécnica Nacional ter hand te nemen. Daarnaast zocht hij contact met de Casa de Cultura Ecuatoriana en de Katholieke Universiteit van Quito. Hij gaf er les in typografische vormgeving en deed onderzoek naar de geschiedenis van de drukkunst in Ecuador.

#### Guatemala
In 1954 werd Stols door UNESCO naar Guatemala uitgezonden om deel te nemen aan een project over culturele integratie in Centraal-Amerika. Zijn specifieke taak was te onderzoeken of er steun was voor een regionale drukkerij voor schoolboeken. Naast het opzetten van een drukkerij deed Stols onderzoek naar de geschiedenis van de typografie in Guatemala.

#### Mexico
Stols had al sinds de jaren 1930 bij Alfonso Reyes geïnformeerd over de mogelijkheid in Mexico te kunnen werken. De goede connecties van Reyes en Stols resulteerden in 1956 in een aanvraag van de Mexicaanse regering aan UNESCO om Stols in Mexico te plaatsen. Hij werd er adviseur van de Escuela Nacional de Artes Gráficas en de staatsdrukkerij Fondo de Cultura Económica (FCE). Vanaf 1961 was Boudewijn Ietswaart er zijn assistent. Stols verzorgde boekuitgaves van FCE, gaf college op de universiteit en deed onderzoek naar de geschiedenis van de typografie in Mexico.
Na een kort verblijf in Nederland keerde hij begin 1963 terug naar Mexico waar hij tot zijn pensioen in 1965 als ambassaderaad voor culturele en perszaken werkte. In deze periode was hij verantwoordelijk voor het culturele programma van het staatsbezoek van Koningin Juliana aan Mexico in 1964. Zo was Stols lid van het organisatiecomité van de tentoonstelling Pintura Neerlandesa en Mexico, Siglo XV. XVI y XVII (Nederlandse Kunst in Mexico, 15e, 16e en 17e eeuw) in het Museum van het Paleis van Schone Kunsten. In zijn periode als cultureel attaché werd ook het culturele samenwerkingsverdrag tussen Mexico en Nederland ondertekend.
In 1965 werd een ere-tentoonstelling over zijn werk gehouden in het Museum Meermanno-Westreennianum. Na zijn pensionering vestigde Stols zich in Tarragona, Spanje. Gekweld door longemfyseem lukte het Stols niet meer om veel te werken, iets dat hij zich wel had voorgenomen. Stols overleed op 13 april 1973.

## Fonds
Alleen al in de periode 1922-1942 verzorgde Stols meer dan 550 edities in een twintigtal verschillende reeksen. Ook daarna bleef Stols als nevenactiviteit boekuitgaven verzorgen. Het boek van Cornelis (Cees) van Dijk: Alexandre A.M. Stols 1900-1973, Uitgever | Typograaf uit 1992 bevat de meest complete lijst van boeken verzorgd door Stols, zonder volledigheid te garanderen.

## Onderscheidingen
De eerste prijs die Stols ten deel viel, tijdens een tentoonstelling in Parijs, voor de kwaliteit van zijn typografisch werk, kwam voor hemzelf als een verrassing. Daaropvolgende onderscheidingen waren vaak het resultaat van bewuste inspanningen. In zijn werk over de genealogie van de familie van zijn vrouw presenteert Stols zichzelf met de lijst van ontvangen onderscheidingen tot dan toe. De onderscheidingen houden verband met specifieke publicaties, zoals bijvoorbeeld over boekdrukkunst in Tsjechoslowakije of de genealogie van het Huis Nassau.
- Grand Prix, Exposition des Arts Décoratifs et Industriels Modernes, Parijs 1925
- Ridder, Legioen van Eer, 1931
- Diplome d´Honneur, Wereldtentoonstelling van 1935, Brussel
- Grand Prix, Internationale tentoonstelling Kunst en Techniek in het hedendaagse leven, Parijs 1937[27]
- Ridder, Orde van Verdienste van Adolf van Nassau
- Ridder, Kroonorde (België)
- Ridder, Orde van de Witte Leeuw
- Ridder, Orde van de Italiaanse Kroon
- D.A. Thiemeprijs, 1947
- Ridder, Orde van Oranje Nassau, 1961
- Overzichtstentoonstelling ter ere van A.A.M. Stols, Museum Meermanno-Westreenianum, 1965

- Biblioteca Nacional de España: XX967083
- Bibliothèque nationale de France: cb12052348s (data)
- Biografisch Portaal: 12018459
- CiNii: DA09323031
- Digitale Bibliotheek voor de Nederlandse Letteren: stol009
- Gemeinsame Normdatei: 11894021X
- International Standard Name Identifier: 0000 0001 0898 4970
- Library of Congress Control Number: n87811864
- Nationale Bibliotheek van Tsjechië: jo20231201802
- Nationale Bibliotheek van Israël: 987007308925605171
- Nederlandse Thesaurus van Auteursnamen: 068762348
- RKD-Nederlands Instituut voor Kunstgeschiedenis: 75450
- Système universitaire de documentation: 028752007
- Virtual International Authority File: 49244330
- WorldCat: E39PBJcWpV8wc7pBXhXY3RMkjC

Boekenreeksen: Trajectum ad Mosam · To the happy few · Halcyon · Luchtkastelen · Helikonreeks · Orpheus · Atlantis

Tijdschriften: Halcyon · Helikon · De Vrije Bladen (18e jaargang)

Overige uitgaven: Verzamelde gedichten (J.C. Bloem) · Broeder Bernard (P.N. van Eyck) · Hartslag (Morriën) · Landwind (Morriën) · De boodschap van het Wilhelmus · Het exlibris der Nederlandse medici